# Al Wasl (Dubai)
Al Wasl è un quartiere di Dubai, si trova nella regione di Bur Dubai, nel settore occidentale di Dubai.